# Żagwiowce
Żagwiowce (Polyporales Gäum.) – rząd grzybów z klasy pieczarniaków (Agaricomycetes).

## Systematyka
Pozycja w klasyfikacji według Index Fungorum: Polyporales, Incertae sedis, Agaricomycetes, Agaricomycotina, Basidiomycota, Fungi.
Według Index Fungorum bazującego na Dictionary of the Fungi do rzędu Polyporales należą:
- rodziny:
  - Adustoporiaceae Audet 2018
  - Cerrenaceae Miettinen, Justo & Hibbett 2017
  - Dacryobolaceae Jülich 1982
  - Fibroporiaceae Audet 2018
  - Fomitopsidaceae Jülich 1982 – pniarkowate
  - Fragiliporiaceae(inne języki) Y.C. Dai, B.K. Cui & C.L. Zhao 2014
  - Ganodermataceae Donk 1948 – lakownicowate
  - Gelatoporiaceae Miettinen, Justo & Hibbett 2017
  - Grifolaceae Jülich 1982
  - Hyphodermataceae Jülich 1982 – strzępkoskórkowate
  - Incrustoporiaceae Jülich 1982
  - Irpicaceae Spirin & Zmitr. 2003
  - Ischnodermataceae Jülich 1982
  - Laetiporaceae Jülich 1982
  - MeripilaceaeJülich 1982 – wachlarzowcowate
  - Meruliaceae P. Karst. 1881 – strocznikowate
  - Panaceae Miettinen, Justo & Hibbett 2017
  - Phanerochaetaceae Jülich 1982 – korownicowate
  - Podoscyphaceae D.A. Reid 1965
  - Polyporaceae Fr. ex Corda 1839 – żagwiowate
  - Postiaceae B.K. Cui, Shun Liu & Y.C. Dai 2022
  - Pycnoporellaceae Audet 2018
  - Rhodoniaceae(inne języki) Audet 2018
  - Sarcoporiaceae Audet 2018
  - Sparassidaceae Herter 1910 – siedzuniowate
  - Steccherinaceae Parmasto 1968 – ząbkowcowate
- liczne rodzaje incertae sedis, m.in.:
  - Amaropostia B.K. Cui, L.L. Shen & Y.C. Dai 2018
  - Auriporia Ryvarden 1973
  - Bulbillomyces Jülich 1974
  - Calcipostia B.K. Cui, L.L. Shen & Y.C. Dai 2018
  - Conohypha Jülich 1975
  - Cystidiopostia B.K. Cui, L.L. Shen & Y.C. Dai 2018
  - Erastia Niemelä & Kinnunen 2005
  - Fuscopostia B.K. Cui, L.L. Shen & Y.C. Dai 2018 – rdzawoporek
  - Gyrophanopsis Jülich 1979
  - Phlebiella P. Karst. 1890 – żylaczka
  - Rhodonia – różoporek

Polskie nazwy na podstawie pracy Władysława Wojewody z 2003 r. oraz rekomendacji Komisji ds. Polskiego Nazewnictwa Grzybów przy Polskim Towarzystwie Mykologicznym.